# 戸田ツトム

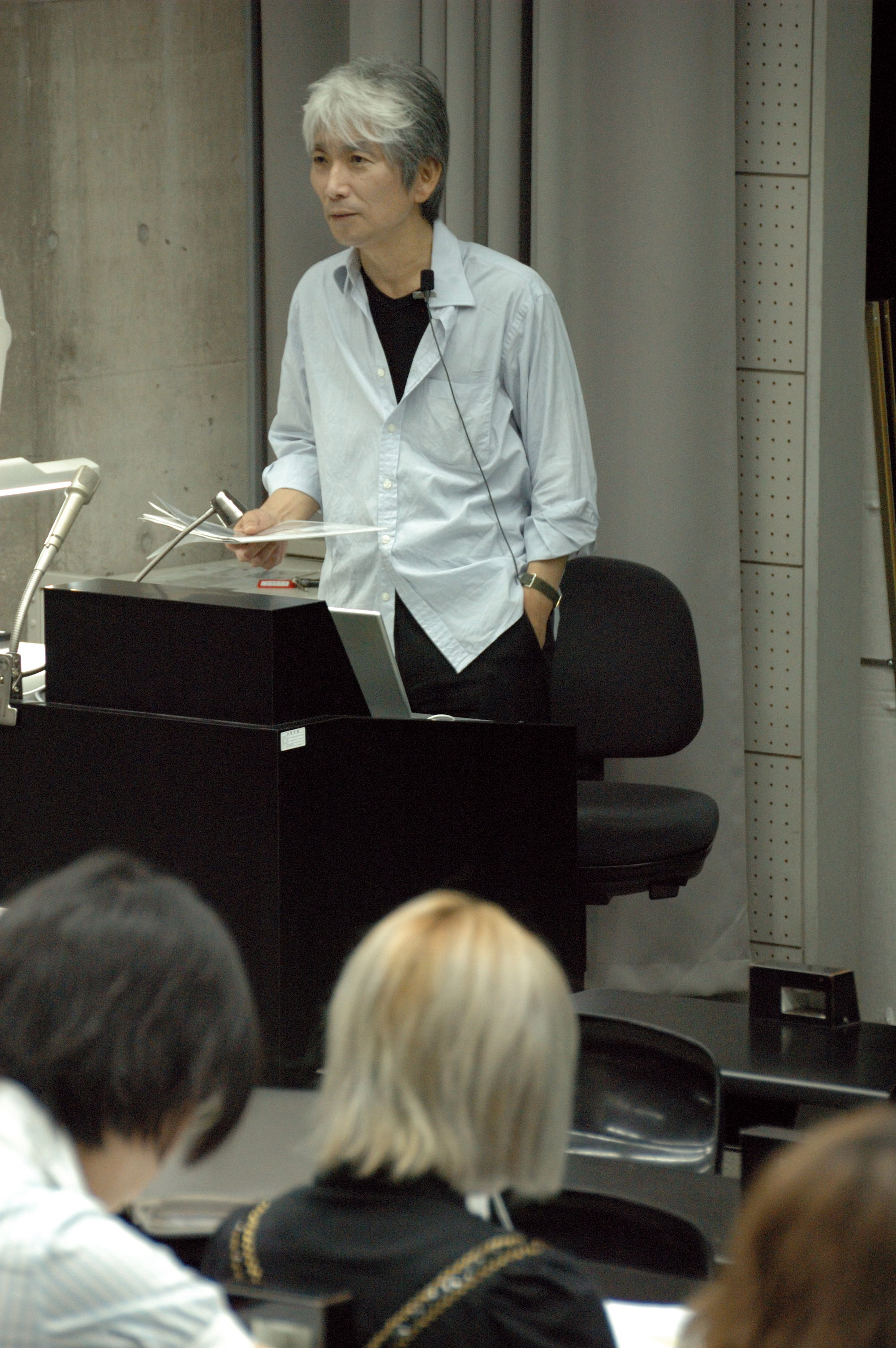
戸田ツトム

戸田 ツトム（とだ ツトム、1951年3月18日 - 2020年7月21日）は、グラフィックデザイナー。神戸芸術工科大学デザイン学部教授。学位は、博士（芸術工学）（神戸芸術工科大学）。東京都出身。

## 略歴
桑沢デザイン研究所を経て1980年以降、多くの装幀・エディトリアルデザインにおいて若い読者層の支持を得る。85年以降DTPの先鞭をつける出版を数多く手掛け先駆者的存在になる。
2008年、神戸芸術工科大学デザイン学部教授。2008年、論文「シンボルから陰影へ グラフィックデザインにおける象徴表現への批判と諧調表現の近代史」により神戸芸術工科大学から博士（芸術工学）の学位を取得。

## 受賞
- 1985年 『エリック・サティ』他により講談社出版文化賞ブックデザイン賞。
- 1993年 第1回桑沢賞。

## 著書・共著
- 『断層図鑑』北宋社 1986年
- 『庭園都市』どうぶつ社 1986年
- 『森の書物』河出書房新社 1989年
- 『DRUG 擬場の書物』太田出版 1990年
- 『黄昏の記述 電子図像誌 』（書籍版・CD-ROM版）平凡社 1994年
- 『アダリー 重力のほとり 三次元Computer Graphics図像誌』アスキー 1995年
- 『D-ZONE エディトリアルデザイン1975-1999』青土社 1999年
- 『電子思考へ…』日本経済新聞社 2001年
- 『陰影論　デザインの背後について』青土社 2012年

## 主な仕事
出版者別、順不同。

### 造本装幀
- 『岩波講座 現代中国全８巻・別巻』岩波書店 1989-1991
- 『原典中国現代史 全8巻・別巻』岩波書店 1994-1996
- 『毛沢東の秘められた講話 上巻・下巻』岩波書店 1992-1993
- 『現代アジアの肖像 シリーズ 1-15』 岩波書店 1996-1997
- 『中国人の日本観』アレン・S・ホワイティング 岩波書店 1993
- 『逍遥游記 台湾 韓国 香港』藤原新也 朝日文庫 1987
- 『100人の写真家が撮る The Herat of Japan』朝日新聞社 2000
- 『日本の祭り』朝日新聞社 2004
- 『TOKYO EDGE 新建築ウォッチング 2003-04』松葉一清 朝日新聞社 2004
- 『都市の感触』日野啓三 講談社 1988
- 『本格ミステリー宣言』島田荘司 講談社 1988
- 『眩暈』島田荘司 講談社 1992
- 『カンボジア 運命の門』フランソワ・ビゾ 講談社 2002
- 『「見てわかる」日本国憲法』講談社 2008
- 『オリエンタリズム』エドワード・サイード 平凡社 1986
- 『速度と政治』ポール・ヴィリリオ 平凡社 1989
- 『シュレーバー回想録』ダニエル・シュレーバー 平凡社 1991
- 『驚異の部屋』アビ・ヴァールブルク 平凡社 1991
- 『ゴシック建築とスコラ学』アーウィン・パノフスキー 平凡社 1991
- 『王の二つの身体』E・H・カントローヴィチ 平凡社 1992
- 『アイザック・ニュートン』リチャード・S・ウェストフォール 平凡社 1993
- 『錬金術大全』スラニスラス・クロソフスキー・ド・ローラ 平凡社 1993
- 『牧神の午後』オルセー美術館 平凡社 1994
- 『スピノザ』ジル・ドゥルーズ 平凡社 1994
- 『情報の歴史』松岡正剛 NTT出版 1986年・1996
- 『情報と文化』情報文化研究フォーラム NTT出版 1986
- 『経済の生態』今井賢一 NTT出版 1987
- 『解釈の冒険』清水博 NTT出版 1991
- 『情報文化問題集』松岡正剛 NTT出版 1992
- 『20世紀精神史』毎日新聞社 2000
- 『20世紀事件史 歴史の現場』毎日新聞社 2000
- 『明治・破獄協奏曲』朝倉喬司 2002年
- 『自分自身への審問』辺見庸 2006年
- 『イスラムの近代を読みなおす』臼杵陽 毎日新聞社 2001
- 『差異と反復』ジル・ドゥルーズ 河出書房新社 1992
- 『アンチ・オイディプス』ジル・ドゥルーズ＋フェリックス・ガタリ 河出書房新社 1994
- 『千のプラトー』ジル・ドゥルーズ＋フェリックス・ガタリ 河出書房新社 1994
- 『襞 ライプニッツとバロック』ジル・ドゥルーズ＋フェリックス・ガタリ 河出書房新社 1997
- 『哲学とは何か』ジル・ドゥルーズ＋フェリックス・ガタリ 河出書房新社 1997
- 『イデオロギーの崇高な対象』スラヴォイ・ジジェク 河出書房新社 2000
- 『経験論と主体性』ジル・ドゥルーズ 河出書房新社 2000
- 『批評と臨床』ジル・ドゥルーズ 河出書房新社 2002
- 『狂人の二つの体制』ジル・ドゥルーズ 河出書房新社 2004
- 『無人島』ジル・ドゥルーズ 河出書房新社 2003
- 『世界の大思想』全52巻 河出書房新社 2004-2005
- 『対話』ジル・ドゥルーズ 河出書房新社 2008
- 『意味の論理学』ジル・ドゥルーズ 河出文庫 2007
- 『記号と事件』ジル・ドゥルーズ 河出文庫 2007
- 『フーコー』ジル・ドゥルーズ 河出文庫2007
- 『ニーチェと哲学』ジル・ドゥルーズ 河出文庫 2008
- 『ローマ劫掠』アンドレ・シャステル 筑摩書房 2006
- 『魔術の帝国』ロバート・エヴァンズ ちくま学芸文庫 2006
- 『触覚、』ジャック・デリダ 青土社 2006
- 『精神分析の抵抗』ジャック・デリダ 青土社 2007
- 『言葉を撮る』ジャック・デリダ＋サファー・ファティ 青土社 2008
- 『仮想化しきれない残余』スラヴォイ・ジジェク 青土社 1997
- 『幻想の感染』スラヴォイ・ジジェク 青土社 1999
- 『脆弱なる絶対』スラヴォイ・ジジェク 青土社 2001
- 『アビ・ヴァールブルク 記憶の迷宮』田中純 青土社 2001
- 『虫食う鳥、鳥食う虫』ギルバート・ワルドバウアー 青土社 2001
- 『全体主義　観念の（誤）使用について』スラヴォイ・ジジェク 青土社 2002
- 『「テロル」と戦争』スラヴォイ・ジジェク 青土社 2003
- 『操り人形と小人』スラヴォイ・ジジェク 青土社 2004
- 『厄介なる主体』スラヴォイ・ジジェク 青土社 2005, 2007
- 『建築と破壊』飯島洋一 青土社 2006
- 『表象の奈落』蓮實重彦 青土社 2006
- 『偶発性・ヘゲモニー・普遍性』ジュディス・バトラーほか 青土社 2007
- 『メディアとプロパガンダ』ノーム・チョムスキー 青土社 2008
- 『ウィトゲンシュタインの建築』バーナード・レイトナー 青土社 2008
- 『重力波とアインシュタイン』ダニエル・ケネフィック 青土社 2008
- 『映画崩壊前夜』蓮實重彦 青土社 2008
- 『起源と根源』小林康夫 未來社 1990
- 『ポスト形而上学の思想』ユルゲン・ハーバーマス 未來社 1990
- 『アンチ・ソシュール』レイモンド・タリス 未來社 1990
- 『よりよき世界を求めて』カール・ポパー 未來社  1995
- 『デリダと肯定の思考』カトリーヌ・マラブー 未來社 2001
- 『事実性と妥当性 上・下』ユルゲン・ハーバーマス 未來社  2002
- 『表象の光学』小林康夫 未來社 2003
- 『現象学の理念』エドムント.フッサール 作品社 1997
- 『パレスチナへ帰る』エドワード・サイード 作品社 1999
- 『汝の敵を愛せ』アルフォンソ・リンギス 洛北出版 2005
- 『抵抗の場へ』マサオ・ミヨシ 洛北出版　2007
- 『心の社会』マーヴィン・ミンスキー 産業図書 1990
- 『電脳世界』ポール・ヴィリリオ 産業図書 1998
- 『他者の声 実在の声』野矢茂樹 産業図書 2005
- 『アートフル・サイエンス』バーバラ・M・スタフォード 産業図書 1997
- 『グッド・ルッキング』バーバラ・M・スタフォード 産業図書 2004
- 『ビジュアル・アナロジー』バーバラ・M・スタフォード 産業図書 2006
- 『実体への旅』バーバラ・M・スタフォード 産業図書 2008
- 『ディアーナの水浴』ピエール・クロソウスキー 水声社 2002
- 『紙片と眼差のあいだに』宮川淳 水声社 2002
- 『隠喩・神話・事実性』ミハイル・ヤポリンスキー 水声社 2007
- 『三鷹天命反転住宅』荒川修作 水声社 2007
- 『江戸の自然誌』野村圭佑 どうぶつ社 2002
- 『希望の美術・協同の夢 北川フラムの40年』角川学芸出版 2005
- 『わが街 東灘区森南町の人々』野田正彰 文藝春秋 1996
- 『スティルライフ』池澤夏樹 中央公論社 1988
- 『死刑囚 秋好英明との書簡集』島田荘司 南雲堂 1996
- 『島田荘司全集』島田荘司 南雲堂 2006〜
- 『プラムディア選集』プラムディア・アナンタ・トゥール めこん 1983〜2007
- 『瀾滄江・怒江伝』黄光成 めこん 2008
- 『中国思想における身体・自然・信仰』坂出祥伸 東方書店 2004
- 『嵐を生きた中国知識人』中国書店 2007
- 『中国低層訪談録』中国書店 2008
- 『rock-end』阿木譲 工作舎 1980
- 知の再発見双書 創元社 1990〜
- 『季刊 文藝』1988〜1990
- 『極北のレクイエム』彩流社 1986
- 『GS』浅田彰 伊藤俊治ほか 冬樹社／UPU 1984〜1987
- 『建築雑誌』日本建築学会 1992〜1993
- 『d/SIGN 季刊デザイン』鈴木一誌と共同責任編集 太田出版 2001〜
- 『graphic/design』責任編集 左右社 2006〜
- 『来るべき思想史』清水高志 冬弓舎　2009

ほか多数

### アートディレクション、デザイン、その他
- 『観客席』天井棧敷 公演ポスター・公演カタログ 人力飛行機舎 1978
- 『奴婢訓』天井棧敷 公演ポスター・公演カタログ 人力飛行機舎 1978
- 『レミング』天井棧敷 公演ポスター・公演カタログ 人力飛行機舎 1979
- 『百年の孤独』 天井棧敷 公演ポスター・公演カタログ 人力飛行機舎 1981
- 『寺山修司全映画』作品解説冊子 人力飛行機舍 1976
- 『地下演劇』 天井棧敷 演劇理論誌 12号 1978・13号 1979
- 『THE NIKKEI MAGAZINE』 日本経済新聞社 2005.3〜
- 『日経ヴェリタス』日本経済新聞社 2008 創刊〜
- 『朝日ジャーナル ブックガイド'85  雑誌の世界』朝日新聞社 1985
- 『毎日新聞』紙面デザイン刷新 1991
- 『25ans』アシェット婦人画報社 1981〜2006
- 『旅』JTB 1993〜2000
- 『NTT会社案内』企画編集制作 1992,1993（冊子版）・1997（冊子版・CD-ROM版）
- 『NTT研究開発事業案内』企画編集制作 1995〜1997（冊子版・CD-ROM版）
- 『世界遺産 時を超える旅-古代ローマ一千年の興亡』CD-ROM版 企画編集制作 富士通 1998
- 『世界遺産 時を超える旅-文明の十字路-イスタンブール』CD-ROM版 企画編集制作 富士通 1998
- 『世界大百科事典』CD-ROM版 日立デジタル平凡社 1998
- 『APPLE 』OS8.6 GUIデザイン 共同制作 APPLE 1998
- 『ADOBE InDesign 』1.0〜2.0メインビジュアルデザイン ADOBE 2001
- 『週刊現代』講談社 1993〜2006
- 『週刊フライデー』講談社 1998〜
- 『セオリー』講談社 2007〜
- 『読売年鑑』読売新聞社 2000〜

ほか

### 映像制作
- 『NHKスペシャル  よみがえる平安京』CG制作 NHK1995
- 『伊東豊雄の建築』1inch HDVS ハイビジョン映像 TED 4 KOBE 1993
- 『サケの来る川』 ハイビジョン立体視映像 通信・放送機構 奈良電子水族館 1994
- 『奈良大和路…水のある風景』ハイビジョン立体視映像 通信・放送機構 奈良電子水族館 1995
- "Archipelago 不思議遠近法" 1inch HDVS 立体視映像 SONY 1996／パリ日本文化会館開館記念巡回展『デザインの世紀』にて上映 1997
- "LINGO"  DVD映像 2000

ほか

### 作品展
- "EPSON MAXART EXHIBITION 「戸田ツトム作品展」"新宿パークタワー・エプソン販売1998
- "D-ZONE 戸田ツトム展"ギンザ・グラフィック・ギャラリー2000

ほか